# Kapten Trubbel
Kapten Trubbel (engelska: Captain Ron) är en amerikansk komedifilm från 1992 i regi av Thom Eberhardt.

## Handling
En familj från Chicago ärver en segelyacht i Karibien. De anlitar kapten Ron för att ta dem och båten till Miami.

## Rollista i urval
- Kurt Russell - kapten Ron
- Martin Short - Martin Harvey
- Mary Kay Place - Katherine Harvey
- Benjamin Salisbury - Benjamin Harvey
- Meadow Sisto - Caroline Harvey
- J.A. Preston - domaren
- Tom McGowan - Bill
- Roselyn Sanchez - Clarise